# Émilie Cozette
Émilie Cozette, née en 1981 en Normandie, est une danseuse française. Elle est étoile du ballet de l'Opéra national de Paris.

## Les débuts
Émilie Cozette commence la danse à Rouen.

## École de danse
Après être entrée en quatrième division de l'École de Danse de l'Opéra de Paris en 1993, elle est admise dans le corps de ballet en 1998.
Elle obtient cette même année le premier prix junior au Concours international de danse de Paris. Sa première apparition sur la scène de l'Opéra Garnier a lieu le 7 décembre 1999, à l'occasion d'une représentation de La Bayadère.

## Promotion dans le ballet de l'Opéra de Paris
Promue coryphée en 2002, avec des variations extraites de Raymonda et La Belle au bois dormant, elle passe sujet en 2003, en présentant des solos tirés d'Études de Lander et des Quatre Saisons de Robbins. Elle devient première danseuse en 2004.

## Danseuse étoile
Émilie Cozette est nommée étoile le 5 mai 2007, à l'âge de 26 ans, à l'issue d'une représentation de Cendrillon de Rudolf Noureev.
Du 29 novembre 2010 au 5 janvier 2011, à la suite de différentes blessures ou indispositions de plusieurs danseuses étoiles de l'Opéra, elle interprète le rôle d'Odette et Odile du Lac des cygnes à 11 reprises.

## Activités hors de l'Opéra de Paris
Émilie Cozette est mannequin pour la collection automne-hiver (2009) d'Éric Bompard.

## Vie privée
Elle a un fils, né en 2014.
Fille de Frédéric Cozette.

## Répertoire
- Cendrillon : Cendrillon, l'Hiver, une sœur
- Les Mirages : la Lune
- Raymonda : Raymonda, Henriette, Clémence
- La Belle au bois dormant : la Fée Lilas
- Le Lac des cygnes : Odette-Odile, un grand Cygne
- Les Quatre tempéraments : Colérique
- La Bayadère : Gamzatti, une Ombre
- La Petite danseuse de Degas : la Danseuse étoile
- Don Quichotte : la Reine des Dryades, une Demoiselle d'honneur, une amie de Kitri
- Roméo et Juliette : Rosaline
- Le Loup : la Jeune fille
- Giselle : Myrtha
- Le Songe de Médée : Médée
- Paquita : Paquita
- Jewels : Rubis

## Récompenses
- 1998 : Premier prix (catégorie Junior) au Concours international de danse de Paris[3]
- 2001 : Prix du Cercle Carpeaux
- 2002 : Prix du public de l’AROP
- 2007 : Prix Benois de la danse pour son travail dans Andreauria (Edward Lock)[4]
- Chevalière de l'ordre des Arts et des Lettres

## Filmographie
Documentaires
- 2009 : La Danse, le ballet de l'Opéra de Paris de Frederick Wiseman, 159 min